# Home Island
Home Island (mal. Pulo Selma) – miejscowość na wyspie o tej samej nazwie, wchodzącej w skład Wysp Kokosowych, terytorium zewnętrznego Australii.

## Położenie i ludność

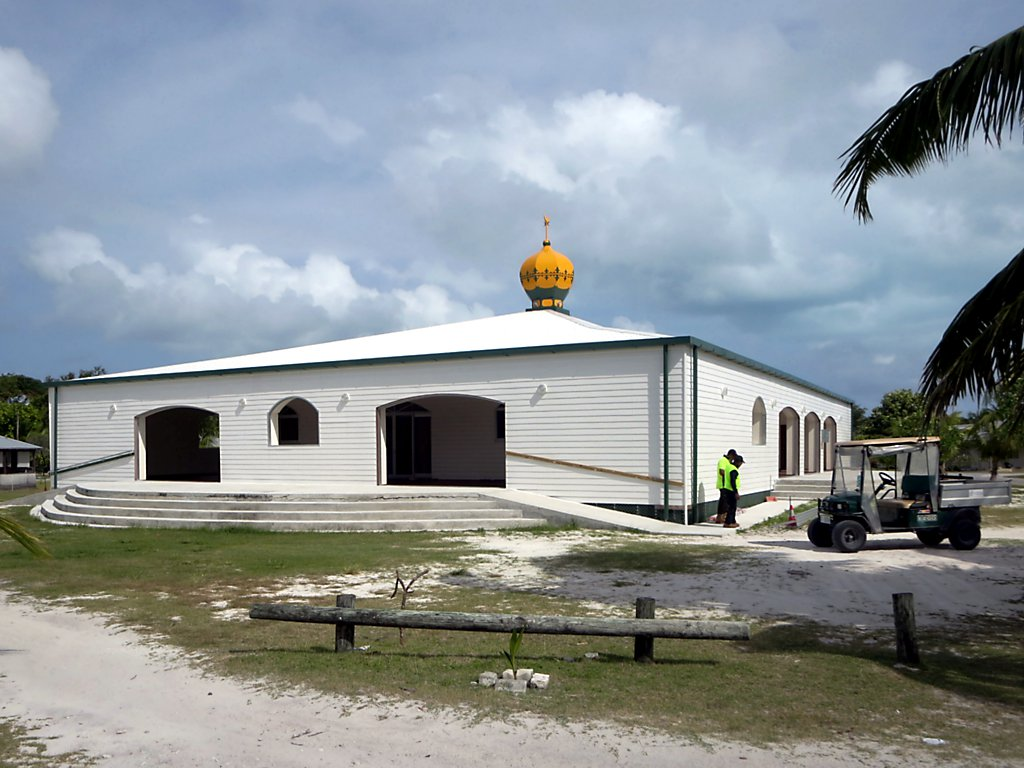
Meczet w Home Island

Home Island jest jedną z dwóch zamieszkałych wysp atolu Południowa Wyspa Keelinga. Drugą z nich jest znajdująca się po przeciwnej stronie laguny West Island. Obydwie wyspy łączy prom, jednak na same wyspy można dostać się jedynie drogą lotniczą z Australii. Podróżnik Wojciech Dąbrowski, który odwiedził Wyspy Kokosowe w 2004 roku relacjonuje, że bilety na samolot sprzedawane były jedynie w pakiecie z miejscem hotelowym.
Na Home Island mieszka ok. 4/5 populacji Wysp Kokosowych. Są to głównie Malajowie, a także potomkowie rodu Clunie-Ross, rządzącej wyspą przez przeszło 150 lat. Wojciech Dąbrowski podaje, że w 2004 r. mieszkało tu ok. 600 Malajów, osiedlonych we współczesnych, bliźniaczych domach. Inne źródła podają liczbę ok. 500 mieszkańców. Tutejsi Malajowie w większości posługują się językiem malajskim Wysp Kokosowych i są muzułmanami. Społeczność ma do swojej dyspozycji sklep spożywczy, pocztę, kantor, kilka niedużych meczetów (w tym Home Island Mosque), klub sportowy Cocos Island Jukong & Sailing Club, dwa przedszkola Paud Kukuruyuk i TPA Al-ikhlas oraz szkołę niższego szczebla Cocos Island DHS, w której uczą nauczyciele z kontynentu przy pomocy Malajów. Szkoła średnia Wysp Kokosowych znajduje się na West Island. Wyspa stanowi przeciwieństwo West Island, osiedlonej przez pracowników kontraktowych z Australii. 

## Historia
Home Island, podobnie jak całe Wyspy Kokosowe, pozostawały niezamieszkane do I połowy XIX wieku. Pierwsi osadnicy zostali tu sprowadzeni za czasów panowania rodu Clunies-Ross, będącą właścicielami wyspy od 1831 do 1978 roku (z przerwą w latach 1857-1886). Administracyjnie Wyspy Kokosowe należą od 1857 roku do Wielkiej Brytanii, zaś od 1955 r. do Australii. Rodzina Clunie-Ross została zmuszona do sprzedaży włości w 1978 roku, od tamtej pory są one zarządzane przez australijskiego administratora w Canberra.

### Rządy rodu Clunies-Ross

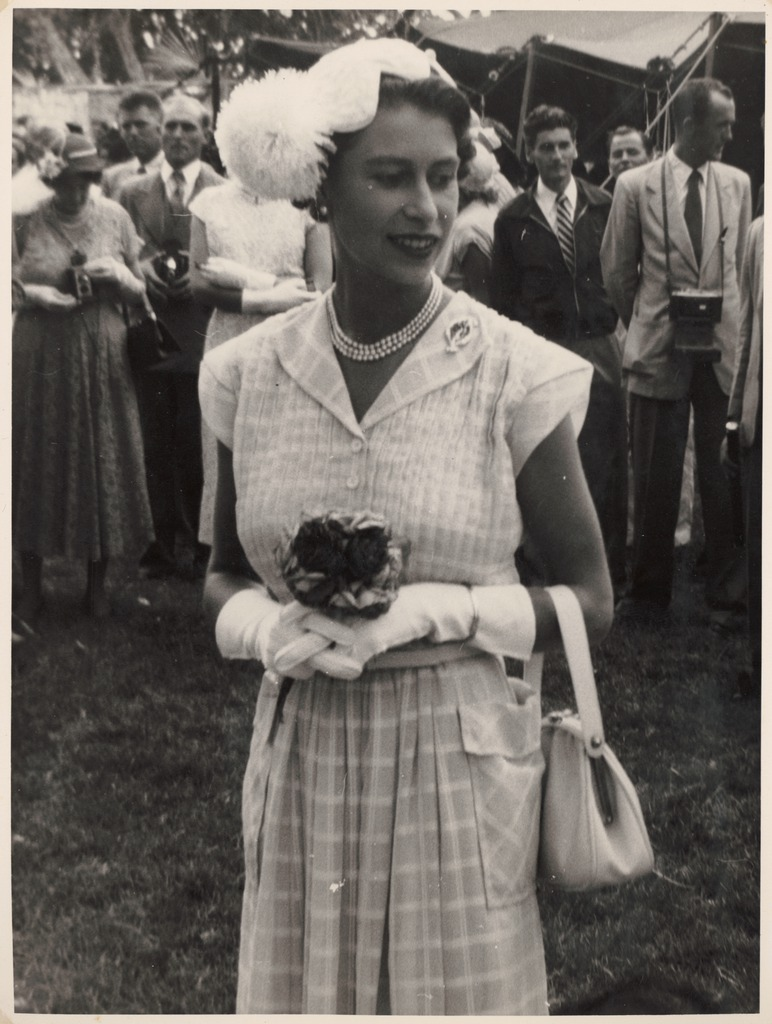
Królowa Elżbieta II na Home Island

W czasach panowania rodu Clunies-Ross, Wyspy Kokosowe były zarządzane w sposób feudalny. Malajowie byli wykorzystywani do pracy na rzecz rodziny panującej. Przemysł był zlokalizowany w większości na Home Island. Znajdowały się tu przetwórnie, w których wytwarzano z kokosów miąższ, olej i koprę - był to główny towar eksportowy Wysp Kokosowych. Ponadto były tu warsztaty do produkcji materiałów wykorzystywanych na wyspach, nabrzeża portowe i magazyny żywności.
W 1837 roku John Clunies-Ross chciał zalegalizować stosunki feudalne na wyspie poprzez umowę między jego rodziną i przedstawicielami Malajów o świadczeniu pracy. Doprowadziło to do nieudanej rebelii Malajów. Ostatecznie umowa weszła w życie 22 grudnia 1837 roku. Zobowiązywała ona plemienia do dostarczania pracowników dla rodziny panującej lub w przeciwnym razie, do opuszczenia wyspy.
W czasie II wojny światowej Wyspy Kokosowe były okupowane przez siły wojskowe aliantów. W marcu 1942 roku Home Island została ostrzelana przez japoński okręt wojenny.
Do 1944 roku brytyjski administrator rządził wyspą najpierw z Singapuru, a następnie z Cejlonu. W 1944 roku zainstalował swoją siedzibę na Home Island, w 1953 r. przeniesioną na West Island. Rząd Australii przejął kontrolę na wyspie już w 1951 roku, choć administracyjnie Wyspy Kokosowe stały się terytorium zewnętrznym dopiero w 1955 roku. Począwszy od lat 60. XX wieku feudalne rządy Clunies-Ross stały się obiektem nasilonej krytyki ze strony organizacji międzynarodowych, w tym Organizacji Narodów Zjednoczonych. Ostatecznie rodzina Clunies-Ross została zmuszona do sprzedaży atolu na rzecz Australii w 1979 roku.

### Współcześnie
Po zakończeniu rządów kolonialnych, mieszkańcy zawiązali Radę Wysp Kokosowych (Cocos Islands Council) z siedzibą na Home Island do zarządzania lokalnymi sprawami. Australijska administracja Wysp Kokosowych znajduje się bowiem w Canberra w Australii. W 1992 r. Cocos Islands Council zostało zastąpione Shire Council, która to rada zyskała większe uprawnienia w zarządzaniu sprawami samorządowymi. W 1987 roku zaprzestano produkcji kopry. Znajduje się tu natomiast jeden warsztat produkcyjny Bengkel Bubut Multi Karya.

## Atrakcje turystyczne

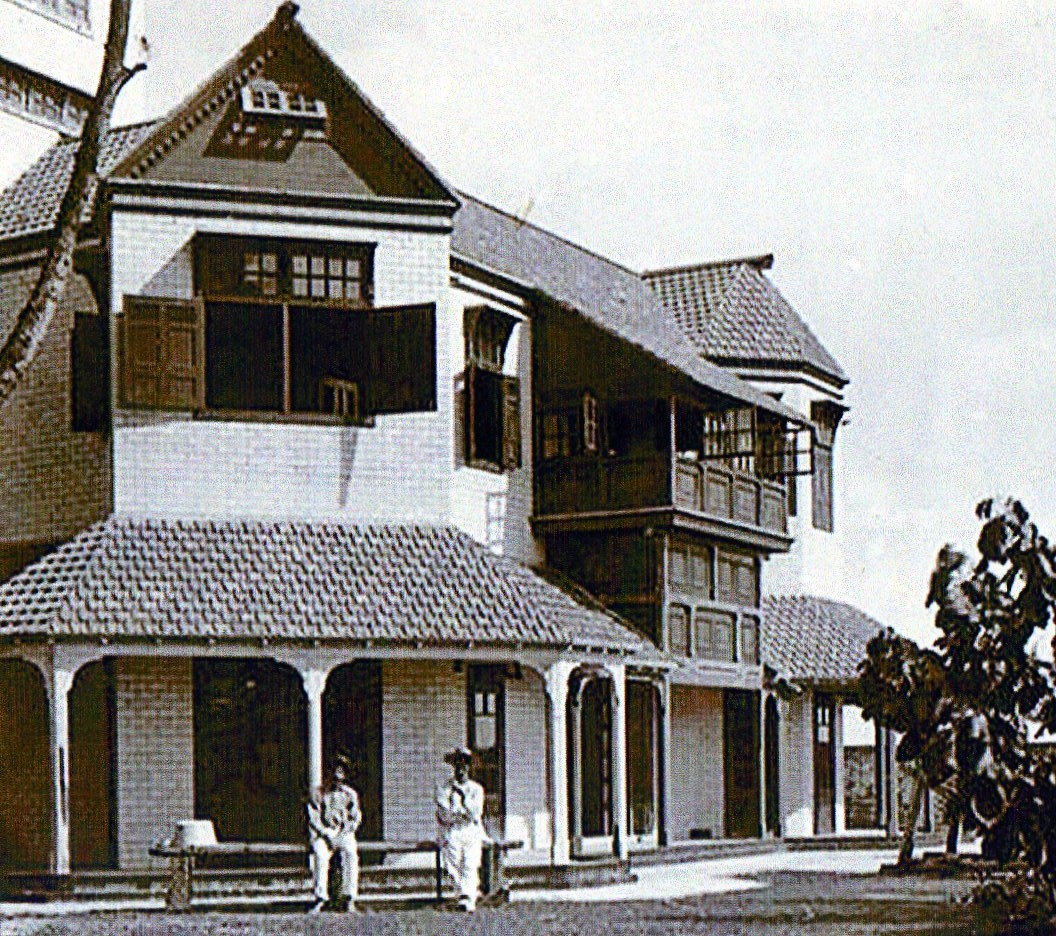
Oceania House

Na wyspie znajduje się centrum turystyczne połączone z muzeum, Home Island Visitor Centre & Museum (Pulu Cocos Museum). W placówce można obejrzeć wystawy nt. historii Wysp Kokosowych; lokalnej kulturze i tradycjach; faunie i florze wyspy; historii australijskiej marynarki oraz rodziny Clunies-Ross. Wśród eksponatów znajdują się ludowe stroje malajskie, lalki, łodzie, popiersia członków rodu Clunies-Ross czy archiwalne zdjęcia wyspy. Przed budynkiem ustawiony jest wycofany z użytku drewniany prom, kursujący niegdyś między Home Island a West Island.
Na Home Island znajduje się także Oceania House - dawny dom rodziny Clunies-Ross, wraz z otaczającym go parkiem i gmachem byłej szkoły. Obecnie zabytek znajduje się w posiadaniu mieszkańców wyspy. 
Na wyspie znajduje się cmentarz i pasaż handlowy. Wśród jej atrakcji wymienia się także dżunglę gumiaków, liczne stawy i plażę. Podczas odpływu można przejść z Home Island na niezamieszkaną Prison Island. 

### Grób kapitana Ballarda
Jedną z atrakcji wyspy jest zabytkowy grób kapitana Ballarda z końca XIX wieku. Obok niego spoczywa pies. Obydwa groby są obmurowane cegłą. Na grobie kapitana umieszczono drewniany nagrobek. Kapitan Ballard i jego rodzina byli pierwszymi europejskim osadnikami na Home Island, osiadłymi tu w połowie stulecia dzięki protekcji Johna Clunies-Ross, który dążył do utworzenia na wyspie magazynu przypraw, kawy i innych produktów. Rodzina Ballard zapisała się w lokalnej historii za sprawą zaginięcia dwójki dzieci kapitana na wybrzeżu wyspy West Cay (Pulo Maria). Ponieważ Home Island jest zamieszkana głównie przez Malajów, to nagrobek Kapitana Ballarda jest jednym z nielicznych, XIX-wiecznych grobów wykonanych w europejskim. 
Do 1996 roku drewniany nagrobek zawalił się, cegły rozebrano, zaś groby zarosły. Obecnie są one trudne do zlokalizowania wśród gęstej roślinności. 22 czerwca 2004 roku grób Kapitana Ballarda został wpisany na australijskiej bazy dziedzictwa narodowego.